# 特魯多韋 (里普基區)
51°40′53″N 30°59′16″E / 51.68139°N 30.98778°E
特魯多韋（烏克蘭語：Трудове），是烏克蘭北部的村莊，隸屬切爾尼希夫州的切爾尼希夫區。該村始建於1714年，面積0.94平方公里，海拔高度145米，2001年人口160，人口密度每平方公里170.2人。